# Строково (Московская область)
Строково — деревня в Волоколамском районе Московской области России. Входит в состав сельского поселения Кашинское. Население — 9 чел. (2010).

## География
Деревня Строково расположена на северо-западе Московской области, в северной части Волоколамского района, примерно в 6,5 км к северо-востоку от города Волоколамска. На территории зарегистрировано 3 садовых товарищества. Ближайшие населённые пункты — деревни Быково, Голубцово и Веригино. Рядом протекает Буйгородский ручей.

## Население
| 1852 | 1859 | 1926 | 2002 | 2006 | 2010 |
| ---- | ---- | ---- | ---- | ---- | ---- |
| 178  | ↘161 | ↗326 | ↘5   | ↘2   | ↗9   |

## История
В метрических книгах XVIII века упоминается как деревня вотчины бригадира/действительного статского советника Григория Дмитриевича Березникова, а в XIX веке — как деревня вотчины Оренбургского уланского полка корнета Николая Павловича Березникова и вотчины Бориса Александровича Малеева.
В «Списке населённых мест» 1862 года Строково — владельческая деревня 2-го стана Волоколамского уезда Московской губернии по правую сторону Клинского тракта (из Волоколамска), в 8 верстах от уездного города, при колодце, с 25 дворами и 161 жителем (77 мужчин, 84 женщины).
По данным 1890 года деревня входила в состав Буйгородской волости Волоколамского уезда, число душ мужского пола составляло 87 человек.
В 1913 году — 49 дворов.
По материалам Всесоюзной переписи 1926 года — Ефремовского сельсовета, проживало 326 жителей (137 мужчин, 189 женщин), насчитывалось 59 хозяйств, среди которых 53 крестьянских, имелась школа.
С 1929 года — населённый пункт в составе Волоколамского района Московского округа Московской области. Постановлением ЦИК и СНК от 23 июля 1930 года округа как административно-территориальные единицы были ликвидированы.
1954—1963 гг. — центр Строковского сельсовета Волоколамского района.
1963—1964 гг. — центр Строковского сельсовета Волоколамского укрупнённого сельского района.
1964—1965 гг. — деревня Ченецкого сельсовета Волоколамского укрупнённого сельского района.
1965—1994 гг. — деревня Ченецкого сельсовета Волоколамского района.
31 октября 1981 года, к 40-й годовщине битвы за Москву, на 114-м километре Волоколамского шоссе был открыт памятник «Взрыв» работы архитектора А. Веселовского с надписью на памятной доске:

18 ноября 1941 года северо-восточнее Волоколамска, у деревни Строково, одиннадцать сапёров во главе с командиром взвода Фирстовым П. И. и политруком роты Павловым А. М., стоя насмерть, отразили ожесточённые атаки 20 вражеских танков и батальона пехоты. За проявленный героизм все воины награждены орденом Ленина.
В 1994 году Московской областной думой было утверждено положение о местном самоуправлении в Московской области, сельские советы как административно-территориальные единицы были преобразованы в сельские округа.
1994—2006 гг. — деревня Ченецкого сельского округа Волоколамского района.
С 2006 года — деревня сельского поселения Кашинское Волоколамского муниципального района Московской области.